# 刊謬補缺切韻

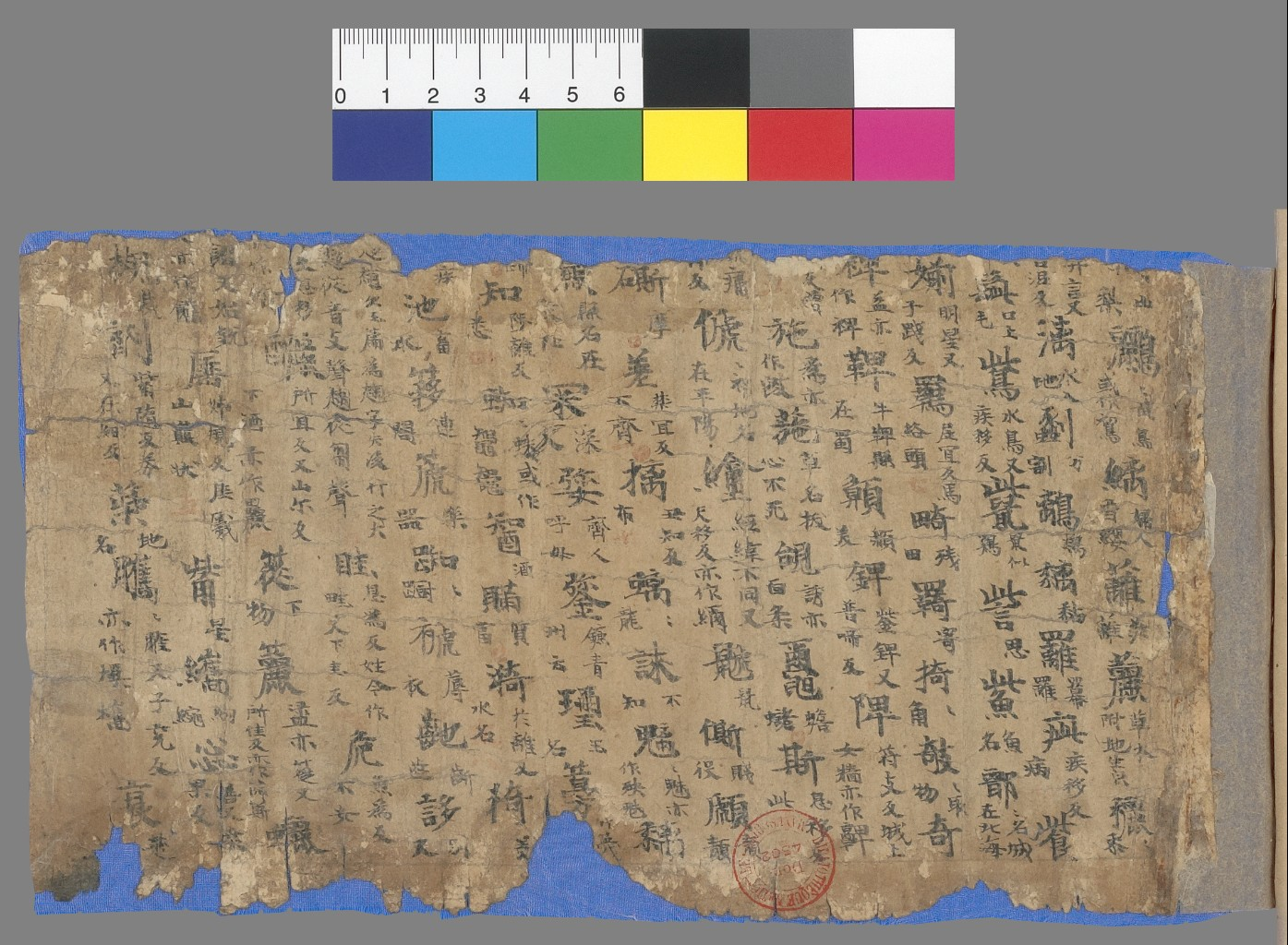
敦煌发现的王仁昫《刊谬补缺切韵》残卷，编号Pelliot chinois 2011，被简称为《王一》，现藏法国国家图书馆

《刊謬補缺切韻》（706年）是對隋陸法言《切韻》的增訂本韻書，也是中国现存最早的韵书。由唐朝王仁昫所撰，後世簡稱《王韻》。北京故宫博物院藏唐寫本《王韻》，自宋至清藏於內府。除了敦煌遺書外，今人獲見的傳世唐寫本甚爲稀少，此故宫藏唐寫本《王韻》乃是完帙。據《王韻》自序，王仁昫作書之緣由，是因爲時任江東道巡察黜陟大使侍御史平嗣先讀了他「退食餘閑」所撰的《字樣》等書後，非常欣賞，建議他作《刊謬補缺切韻》，以補陸法言書「苦字少、闕字義」之不足。
在漢語韻書史上《王韻》上承《切韻》，下啓《廣韻》。《王韻》刊正《切韻》的錯謬之處，據唐蘭先生統計共有十二處。關於補缺，《王韻》除了在《切韻》的基礎上增加兩韻，還添補了一些小韻。據蔡夢麒等統計，《切韻》大約有小韻三千四百個，《王韻》當有小韻3644個。有的小韻還增加了同音字，也寫在每個小韻原收單字的後面。《王韻》共録韻字17059個，比《切韻》約增加了六千多個。《切韻》以注音爲主要目的，訓釋則簡略，《王韻》在正字形、加訓釋方面下了很多工夫。

## 版本
《王韻》在《唐五代韻書集存》裏單列爲一類，現存三種寫本。分别被称作《王一》、《王二》及《王三》，总体而言，《王一》与《王三》基本相同，属同系；《王二》则有较大差别，今多改称《裴韵》。

### 王一
有序列表项兩種殘卷零葉出自敦煌，藏巴黎法國國家圖書館。編號 Pelliot chinois 2129的殘葉僅存王仁昫序；編號 Pelliot chinois 2011的殘卷兩面抄寫，存42面，學界稱作敦煌本《王韻》，又簡稱《王一》。

### 王二
旧时以为此书属王仁昫《刊谬补缺切韵》体系，通称《王二》。后来经研究，发现此书多不同于《王一》及《王三》，常被认为是王仁昫《刊谬补缺切韵》与长孙讷言《笺注本切韵》的混合(周祖谟, 1983; 仝小琳, 2008)。今多改称此书为裴务齐正字本《刊谬补缺切韵》残卷，简称《裴韵》(S. 2055)。此书原藏于清内府，今藏于台北故宫博物院。卷后有项元汴作跋，也称《项跋本》、《内府本》。

### 王三
第三種即北京故宫博物院藏唐寫本，此本爲流傳至今惟一完整無缺的唐寫本韻書。因有宋濂跋語，故稱宋跋本《王韻》，又簡稱《王三》、《全王》、《故宫本》或《宋跋本》（因有宋濂作跋文得名）。凡24葉，以兩紙合爲一葉。除首葉外，均兩面書寫。共47面，每面有朱絲欄。前8葉每面35行，自第九葉《耕》韻起每面36行。近脊處多有粘損，推測原書當爲册子裝，至宋始改爲龍鱗裝。每葉相去約一釐米，錯叠鱗比，裝爲一卷。卷首有王仁昫自序和陸法言序，序文首行題「《刊謬補缺切韻序》」，下注云「刊謬者，謂正訛謬；補缺者，謂加字及訓」。其下又記全書總字數，共爲60376字，下雙行小注「舊33922言，新26453言」，按，新舊字數相加差一字。次行題「朝議郎行衢州信安縣尉王仁昫字德温新撰定」。全書「顯」字缺末筆，其他唐帝名號皆不嚴格避諱。韻目數字和每紐字數用朱筆寫，其餘墨書。全書分爲195韻，韻次同於《切韻》，但增多了與平聲《嚴》韻相承的上去兩韻。反切大都依據《切韻》，而重點在於增字加訓。每紐第一字下先出反切，次出訓解，最後注一紐收字總數；異體或又音一般列在訓解之後。先出反切便於按音檢字，對讀者來説更爲便捷。宋跋本《王韻》總體框架保持了《切韻》原貌，首尾俱完，非其他斷簡零篇可比，是最重要的版本。

## 引用
- Bottéro, François, , Galambos, Imre  (编),  (PDF), Budapest: Eötvös Loránd University: 33–48, 2013  [2021-12-16], ISBN 978-963-284-326-1, （原始内容 (PDF)存档于2021-12-06）.

- 龍宇純, , 香港: 、香港中文大學., 1968

- 仝小琳, , 语言研究, 2008, 28 (2): 38-41

- 周祖謨, , 中華書局, 1983